# ハンプトンのビーヴェス (中英詩)

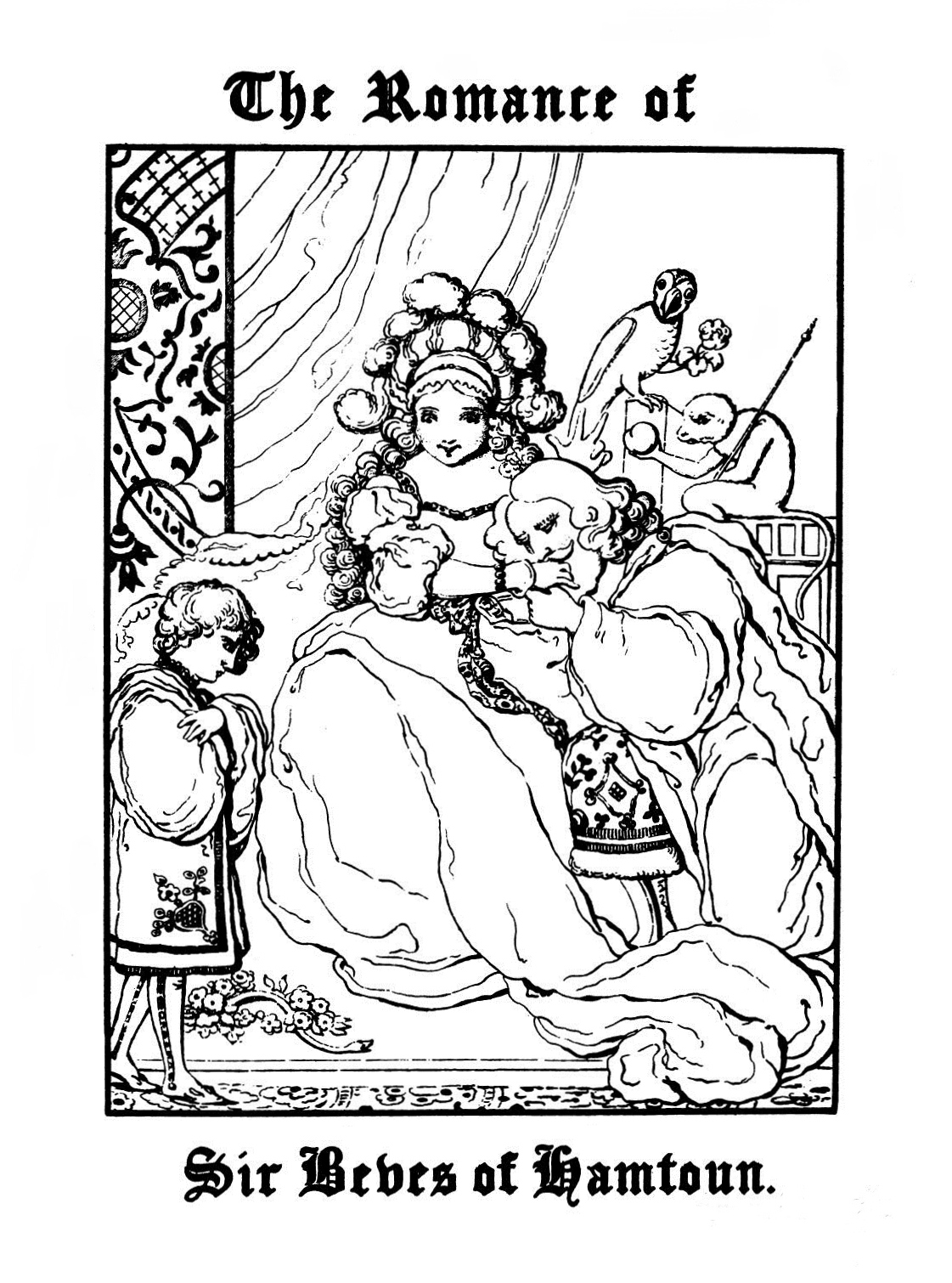
1838年刊本の扉絵。Turnbull （編）『ハムトンのサー・べヴェス』メイトランド・クラブ出版会頒布本

中英詩『ハンプトンのビーヴェス卿』（ハンプトンのビーヴェスきょう、英語: Beves of Hamtoun, Beves of Hampton, Bevis of Hampton, Sir Beues of Hamtoun等）は、中英詩で1300年頃に書かれた 騎士道物語・武勲詩（ロマンス）。最古本の《オーヒンレック写本》では全4620行。英国の英雄ビーヴェス卿（ビーヴィス卿、べヴィス卿）の、母国や中近東を舞台とした冒険譚。
イングランドの話材（マター・オブ・イングランド）に分類される。原話はアングロ=ノルマン語の『ブーヴ・ド・オーントン』（『Boeuve de Haumton』）で、中英詩はその意訳である 。物語はウェールズ語（Ystorya Bown o Hamtwn）、ロシア語（『ボヴァ王子物語』）、ルシン語（『ボヴァ物語』、Аповесць пра Баву）、イディッシュ語(『ボヴォの物語』）にも翻案される。

## あらすじ
ケルビンク編本の序の英文要約や、酒見紀成や簡潔な要約も参照。
英国の生い立ち、奴隷に売られアルメニアへ
ビーヴェスの父、ハンプトン伯爵のガイ卿は武勲を重ね高齢で晩婚したが、 若妻のスコットランド王女で、意中のドイツ皇帝デヴォウン[?] との縁を許さない父王に命ぜられた不本意の結婚だった。彼女はビーヴェスを生むが、七歳に育つと。む、老夫がいやになり、ドイツ帝に暗殺させ、翌日すぐさまの再婚を決めた。ビーヴェスは母を売春婦とののしり打ちのめされ、かばった師傅（教師）サベールに預けられた。サベールはビーヴェスの始末を仰せつかるが、誤魔化すため豚の血糊のついた衣服を用意する。計画では二週間ほどビーヴェスに羊飼いのふりをさせ、のち某伯爵に養育させ、成人後に父の領地奪還させる手筈だった。しかし館で祝宴のさわぎを聞くとがまんできなくなり、牧童杖を片手に殴り込むが、領地返還をこばむ帝王を三度殴り失神させ、逃亡。サベールは血の衣服をさしだすが騙せず、ビーヴェスは母により奴隷として異国に売り飛ばされる。ビーヴェスは中世アルメニア王国
のエルミン王の厚遇を得、15歳の青年に育つ。
出世、ジョシアン王女との恋愛
ビーヴェスは武勲により立身するが、罵倒して襲ってきたサラセン人兵士を返り討ちしたことで王の寵を失いかける。しかしジョシアン王女がとりなし、傷の介護までする。 つぎにビーヴェスは巨大な猪を仕留めようと森に入るが、このときジョシアン王女に恋心の自覚が芽生える。ビーヴェスは猪の首を刎ね、これを折れた槍竿に刺して帰途につこうとするが、 十二人の猟場管理者におそわれるが、槍竿で撃退する（A本では執事が二十四の騎士と十の猟場管理者を従えて襲って来て、その際に執事より名剣モルゲライ（Morgelai）を獲得する。 そして猪の首を王に献上する。三年程たち、ダマスカス国王ブラドモンドがアルメニアを侵攻し、 ジョシアンを妻にさしだせとせまる。エルミン王は、娘が推挙するままビーヴェスをアルメニア軍の指揮官（王旗持ち）に任命し、名剣モルゲライを与える（A本では既に得ているので、王がこの剣で肩を叩き騎士叙勲し、佩刀させる）；王女もまた、名馬アルンデル（アロンデル）を与えた。
ダマスカスの俘虜に
ビーヴェスは敵王ブラドモンドを捕獲し、エルミンの配下に従え、二人の騎士を救助して宮廷に凱旋した。ジョシアンは告白するが、ビーヴェスの受けごたえにじらされて喧嘩になってしまう。だが二人は街中で会い、彼女がキリスト教に帰依することを条件に仲直りする。口づけを交わすところを、ビーヴェスが救助した騎士が目撃し、王女を"陵辱した"と虚偽の報告を王にする。エルミン王は激怒し、ビーヴェスに手紙（彼女と姦通したという讒言）を託してブラドモンドへの伝令として差し向け、しかも名剣と名馬は置いていくように指示する。 ビーヴェスはダマスカスでサラセン人の神々を罵倒し、ブラドモンドに手紙を渡すと、地中不覚の牢屋に投獄される。毒蛇などが湧くが、槍棒で撃退する。
その頃、ジョシアンはモンブランのイヴォール王に無理やり輿入れさせられていた。ビーヴェスは英国に帰国して別の女性と結婚した、などと吹聴されて。しかし謀略を察した彼女は、結婚は受け入れたものの、その夫には純潔を奪われないように貞操の魔法の指輪（あるいは帯か護符）を駆使していた。結婚式は執り行われ、 イヴォール王はモルゲライとアルンデルを贈呈されたが、 馬に振り落とされて重傷を負い、馬は厩舎に監禁された

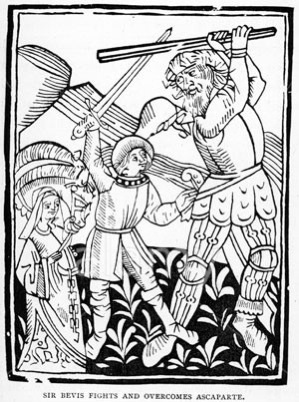
ビーヴィス（ビーヴェス）とアスカパルトの対決—1890年の模写復刻で、オリジナルはコプランドが16世紀中葉に出版したいずれかの版本の木版画

ジョシアンと再会
七年間を獄中生活後、ビーヴェスは脱獄する。追手のグランデール王を打ち負かし、その馬トランシュフィスを得る。騎馬で海越えして追手を振り切ったが、 グランデールの兄だと名乗る三十フィートもある巨漢と対峙したときあっけなく馬をなくす。だが勝利を果たし、食料をせしめ、馬替えして。
ビーヴェスはエルサレムにいき、総主教に懺悔すると、相手が清らかな乙女（処女）でなければ妻帯してはならない、という条件を命ぜられる。ビーヴェスはアルメニアに戻るつもりだったが、ジョシアンがイヴォールに嫁がされたと知りモンブランに向かう。騎士のいでたちを、聖地巡礼者の衣服に取り換えて町に潜入する。ジョシアンは、最初その正体に気づかないが、ビーヴェスはじつは自分は英国の領主であり、名馬にアルンデルついても聞き及んでいるので見せて欲しいとたのむ。主人の名を聞いたアルンデルが駆けつけ、もとの主になつくさまをみて、ジョシアンは本物のビーヴェスとの確信を得る。ビーヴェスは申し訳なさそうに、総主教の命により、もう七年間も人妻となっているジョシアンとは夫婦になれない、と告げる。ジョシアンはしかし自分は純潔を守っている、かつて誓った愛を思い起こしてほしい、と語る。
二人はイヴォールの留守（兄弟であるダビレントの王のところへ援軍引率中）をつき、駆け落ちする。イヴォールの留守を預かる配下のガルシー王は黒魔術に長けていたが、ジョシアンの家令のボニファスが、薬草を盛ったワインで眠らせる。ガルシー王は目覚めると魔法の指輪で状況把握し、みずから率いて追跡するが、洞窟に潜伏したビーヴェス一行の足取りを見つけ出せなかった。ビーヴェスが狩りから戻ると、洞窟に二匹の獅子がおり、倒したがボニファスは手遅れだった。休む暇もなくガルシーの手下の巨人アスコパルドが攻め入るが）、ビーヴェスに敗北したアスコパルドは、ジョシアンのとりなしでペイジ（小姓）として一行に加わる。三人はサラセン人たちの船を強奪し欧州に向かう。
ジョシアンの洗礼、帰英
まずはドイツのケルンに着き、その司教サベール・フロレンス（ビーヴェスの叔父）に出会い、ジョシアンにキリスト教の洗礼を受けさせる。 アスコパルドには、わざわざ大型の洗礼盤を作らせたのだが、溺れてしまうと言いわけして洗礼を受けなかった。ビーヴェスは、ケルンに住み着いた毒竜と戦う。竜も恐れる聖なる井泉のおかげで夜はいったん停戦し、竜はく毒に冒されてらい病者のようにただれても復活して、竜を斬首して仕留める。ビーヴェスは意を決し、英国で継父デヴォウン[?]と戦っているサベールと合流することにし、ジョシアンを後に残す。ビーヴェスはフランスの騎士ジェラルドと正体を偽り、ドイツ皇帝（継父デヴォウン）をだまして武具や馬を借り受け、ワイト島のサベールに運輸。皇帝は、偽のジェラルドはビーヴェスであったと伝えた伝令に怒りのナイフを投げ、あやまって自分の息子を傷つける。
ケルンではジョシアンにミルズ伯に言い寄り、偽造の書簡でアスコパルドをおびきよせて捕らえ、結婚をせまる。しかし挙式の初夜、ジョシアンは相手を帯（タオル）で絞め殺す。。樽詰めの火刑に処されるところを、アスコパルドとビーヴェス（モルゲライを持ち、アルンデルに乗る）で救い出し、ワイト島へ脱走する。
ワイト島を拠点とするサベールやビーヴェスたちをドイツ皇帝と、その義父スコットランド王の連合軍が襲う。敵方にいる継父（皇帝）は、一騎討でビーヴェスが落馬させるも討ち漏らした。しかしアスコパルドの活躍でスコットランド王は戦死、皇帝も捕虜に。皇帝は溶解した鉛を入れた釜に投じられて死ぬ。ビーヴェスの母親は投身自殺。ビーヴェスとジョシアンはケルン司教を呼び寄せて挙式。
ビーヴェスはアルメニアに復帰、アスコパルドの裏切り
ビーヴェスが旧領の領主たることを英国王エドガーが認知し、その能力を見込んで元帥に任命する。しかしビーヴェスがアロンデルで競馬に勝ち、馬にちなんでアルンデル城を建てると、王子が馬を欲しがり、盗み出そうとして馬に蹴られて落命する。王はビーヴェスを絞首刑にといきまくが、臣下は馬の殺処分が妥当といさめる。しかしビーヴェスは馬を失うならば、自分が英国を去ると提案し、領地をサベールに移譲する。そして身重な妻をともない、彼女の祖国アルメニアを目指す。しかしこのときアスコパルドに逆心がめばえ、モンブランのイヴォール王への忠義をとりもどす。ジョシアンが森で産気づき、仮の小屋で双子（ミルズとガイ）を産んだ直後、 アスコパルドが彼女を拉致してしまう。ビーヴェスは息子らを森林官と漁師に預けての養父とさせ、ジョシアンの探索に旅立つ。サベールは夢のお告げで、ビーヴェスの身内に危機を救わねばと旅立ち、 アスコパルドを殺してジョシアンを取り戻す。 しかしビーヴェスを探し当てるまで7年間の放浪をついやした。 ビーヴェスはアルメニアのエルミン王と和解し、イヴォールの侵略戦争に対して助勢する。 エルミン王は死ぬまぎわ、孫（ビーヴェスの子）ガイを次王にと遺言する（そしてビーヴェスとガイはアルメニア国をキリスト教化する）。アルンデルがイヴォールの手下に盗まれ、英国に帰国していたサベールはまたもや夢で危難を察し、異教徒の地に舞い戻り馬の奪還を果たす。サラセン人の追跡隊の危機が迫るが、ビーヴェスの子らが追手を平らげる。ビーヴェスはイヴォールとの戦を再開し、勝利して、モンブラン国の国主となる。一家は英国でサベールの息子が継いだ領地をエドガー王が召し上げたことに憤り、報復しに戻る。王は謁見の後に領地回復もいとわなかったが、執事が強硬派を貫き、 ロンドンのチープサイで民衆を扇動し、ビーヴェス捕獲を呼びかけた。ビーヴェスはロンドン市民と紛争になり、ロンドンにてビーヴェス死す、の誤報が家族に届き、息子らはロンドンの門（ラドゲート）で逆らう者ことごとくを殲滅した（異本では息子のガイはアロンダイト（正しくは"Aroundight"）という剣をふるう、などの脚色が見える）。 ビーヴェスの救出がかない、祝いの祭典をおこなう。エドガー王は講和のために、ミルズに一人娘を嫁がせ王位の後継者の道筋をつける。ビーヴェス、ジョシアン、ガイは、再び東洋に向かい、アルメニア国、モンブラン国を統治する。 二十年たち、ビーヴェスとジョシアンは抱き合うようにして亡くなった。

## 写本

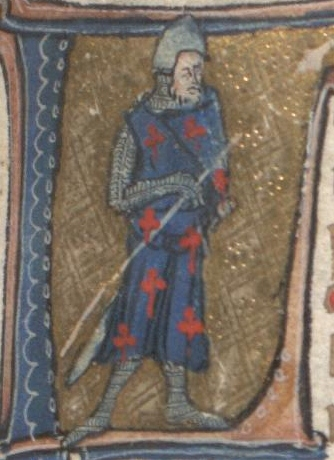
「ビーヴェス」（A写本）冒頭の物語イニシアル「L」の字) —オーヒンレック写本176r葉

「ビーヴェス」は、数多くの写本や初期版本に残されており、ロマンスとしての人気度を窺わせる。残存する書写本は：
A本：エジンバラ スコットランド国立図書館蔵Advocates' 19.2.1 写本（オーヒンレック写本）。1330-1340年頃。
S本：ロンドン、大英図書館蔵エガートン2862写本 （Sutherland MS./Trentham MS.）。14世紀末ないし15世紀。
N本：ナポリ国立図書館蔵XIII.B.29写本。1450年代。
E本：ケンブリッジ、ゴンヴィル・アンド・キーズ・カレッジ蔵175/96写本。1450-1475年。およそ前文の１/３が残存。
T本：ケンブリッジ、トリニティ・カレッジ蔵O.2.13写本。 15世紀中葉～末期。245行の断片。
B本：オックスフォード、 ボドリアン図書館蔵Eng. Poet. D.208写本。 15世紀中葉～末期。二つの短い断片
M本：マンチェスター、チェサムズ図書館蔵8009写本。1470–1480年頃。
C本：ケンブリッジ、ケンブリッジ大学図書館蔵Ff.2.38写本。15世紀末～16世紀初頭

書写本（手稿）や版本から、おおむね4つの系統（A系、C系、 S・N系、初期版本系）があることが判明する。最古の中英語の祖本は失われているが、いずれの系統が祖本に最も近いかは断じ難い。すなわちテキストの継承が複雑であり、よって『ビーヴェス』の編集作業は困難極まると定評がある。

## 初期版本

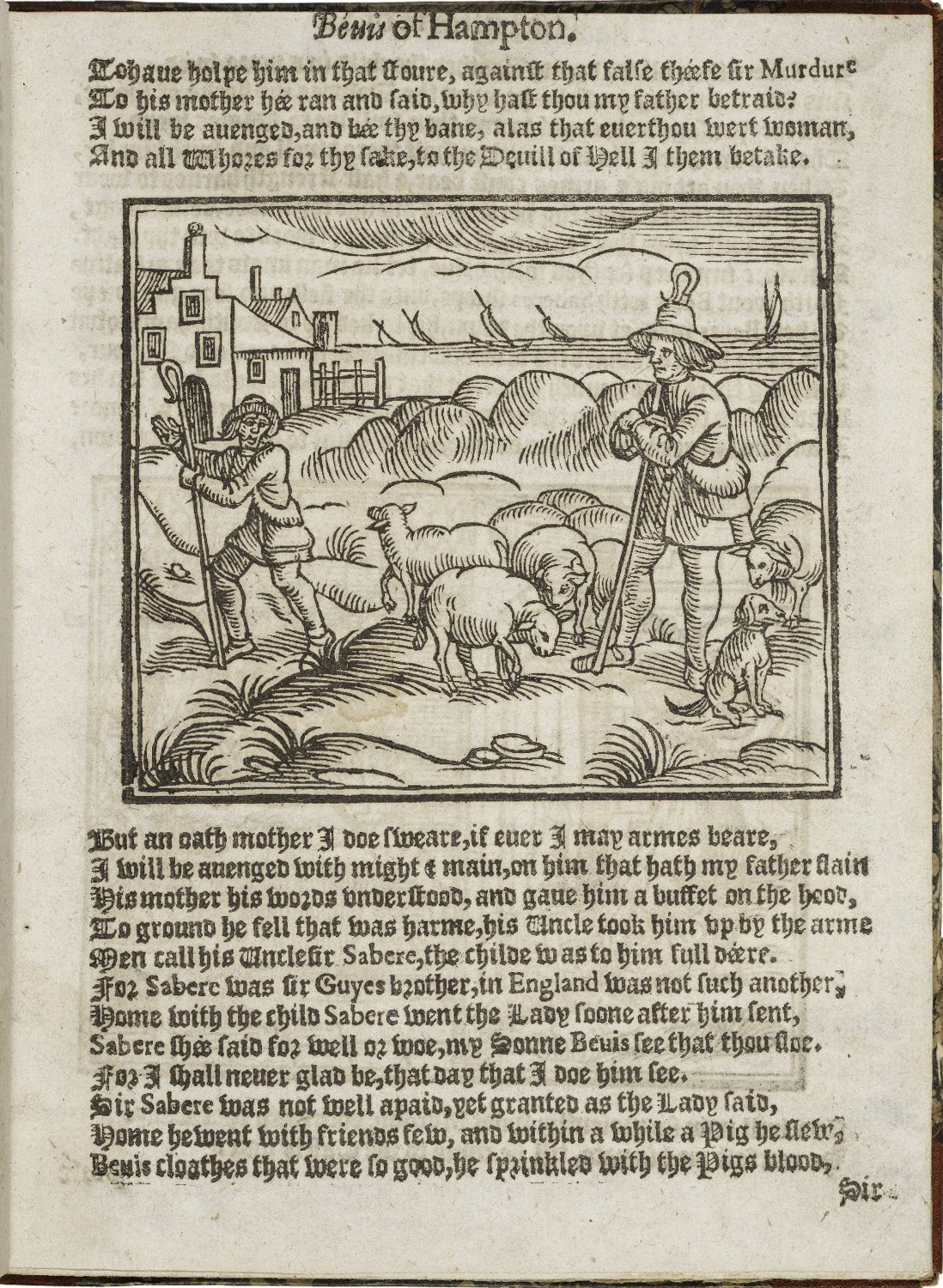
1630版本の一頁

『ビーヴェス』の版本は、1498年以前には既に刊行されていたことが確定している。そして1500年頃～1533年頃の期間に少なくとも6版が刊行されている。そのうちリチャード・ピンソン版（1503年頃）は、ほぼ完全本だが（タイトル頁とテキスト3葉が欠ける）、ジュリアン・ノータリー（Julian Notary）が推定版元の2つの版も、ウィンキン・デ・ウォードが推定版元の3つの版も欠損本（断片）でしか伝わっていない 。ピンソン版本は、12の木版画が使われ、O本の略称される。
ウィリアム・コプランドによる初版は、1560年頃と推定され（Cp本）、完全本としては最古で、木版画は8点あり、コプランドの第2版は、1565年頃と推定され（Q本）、木版画は12点あった。その後、1667年までの期間に様々な版元より9つの版本が出され、数年の断続のあと、アバディーン市で1711年頃にまた再版された。16世紀初頭、『ビーヴェス』は人気絶頂のロマンス文学のひとつで、聖書訳者のウィリアム・ティンダルが、この類の本の氾濫について"ロビン・フッドやビーヴィス・オブ・ハンプトン、ヘラクレス、ヘクトル、トロイルスにまつわる千もの愛やら淫乱の物語やら寓話やら"と、ぼやくほどであった。『ビーヴェス』の人気は、やがてエリザベス朝やステュアート朝初期に入っても持続するほど例外的で、他の中英語ロマンスは1570年以降、韻文体作品として刊行されることは絶えてしまっており、スペイン産のロマンスの流行に淘汰されていた。
しかし『ビーヴェス』も、17世紀後半や18世紀初頭に至ると、韻文体ではなく散文翻案されたものがチャップ・ブック形式で刊行されるようになった。原作の詩の粗筋に、おおよそ沿っているが、新たなエピソードやキャラクターが加わった例も、『The Famous and Renowned History of Sir Bevis of Southampton』（1689年）などにみられる。 チャップ・ブック晩は大衆本であり、子供向けにも読まれたことは、18世紀の随筆家リチャード・スティールも書き残している。しかし18世紀中葉を境に、『ビーヴェス』への興味は薄れ、1775年版の再版本では、本作品は"ごくわずかしか知られていない"、と紹介されている。

## 韻文体
『ビーヴェス』主に脚韻をふんだ二行連形式で書かれているが、冒頭には 尾韻と言って aabccb 形式が使われる。A・ E ・ C本では、最初の474行が基本的に6行1組の尾韻形式で、12行詩節の形式（aabccbddbeeb）や、別の六行詩形式（aabaab）もときおり織り交ぜられる。S・N本では528行目まで尾韻で、既存のに二行連に尾行を追加するという単純作業がおおむね行われている。中英語尾韻ロマンスとしては、知られる限り最古例である。

## 共通話素
ビーヴェスが猪狩りで猟場管理者（森番）に襲われる場面では、猪の頭を奪い手柄を横取りする動機があったが、A本では執事がそれまでビーヴェスが気づきあげた実績を総横取りする魂胆だった。 同様のモチーフは、武勲詩『レーヌ人ガラン』の「ベゴンの死」の場面に見られ、フランス語版『ビーヴェス』との粗筋の共有の可能性が指摘されている。
17世紀の英文学も、ビーヴェス物語を骨子にした創作が存在する（ § 早期研究参照）。

## 影響

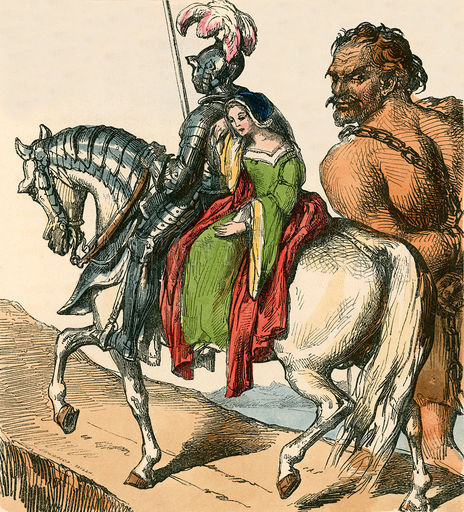
ビーヴィス/べヴィス卿とジョシアンがアスカパルトを率いる様子。ジョン・フレデリック・テイラー（1809年没）による挿絵の色付け版—復刻本 『The Home Treasury of Old Story Books』（1859年）より

『ビーヴェス』のC'本かM本に関連性がある稿本が、初期近代アイルランド語に翻案された物語の祖本となったと考えられる。このアイルランド語版は、唯一の手写本が現存しており、題名はないが今では通称『Bibus』で呼ばれる。アイルランド語『Bibus』は中英語の作品にくらべると抄本の散文訳である。
チョーサーはその「トパス卿の話」において「ビーヴェス（Beves）」その他の詩を"けだかいロマンス romances of prys" と評している（899行目）のみならず、「トパス卿の話」の冒頭文が酷似していてビーヴェス物語の模倣と推察されている。 
スペンサーは、ビーヴェスで得たモチーフを、特に『妖精の女王』第一巻〈赤十字の騎士>（聖ジョージ）の竜退治の場面で用いているとされる。また同時代のリチャード・ジョンソンの『キリスト教圏の七勇士』（1596–97年）における聖ジョージと竜も、ビーヴェスの作品が流用されている。
シェイクスピア作『ヘンリー八世』第1幕、第1場面にも、王の（演出された）活躍がすさまじく、昔の架空ロマンスのビーヴェス物語も史実として信じてしまえそうだ、という台詞がある 。ベン・ジョンソンの詩や戯曲や、のちのヘンリー・ヴォーンに言及される。マイケル・ドレイトン 作『ポリ＝オルビオン』第二部も、ビーヴェスと巨人アスコパルトの物語を再話している。
ジョン・バニヤンは『地獄からのわずかな嘆息　A Few Sighs from Hell』（1658年）において、自分の若い頃は信心深くなく聖書よりも「サウザンプトンのビーヴィス」などの世俗的文学に愛着があったと明かしている。また、その代表作『天路歴程 Pilgrim's Progress』にも、ビーヴィス物語の粗筋の話素がいくつか織り込まれていると考察される。
ウォルター・スコットは若かりき頃（1801年）、上述のチョーサーの評をもじって、「'けだかいロマンス'のひとつな割には、僕が熟読しようとしたなかでもっとも退屈だった」などと友人のジョージ・エリスへの書簡で漏らしていた。しかしながら、スコットの熟年の作品では、幾度となくビーヴィスを騎士道的英雄の鑑のように伝えている。
ダニエル・デフォーは、主人公のご当地のハンプシャー州に旅した時、この中英詩が文学のみならず民間伝承（フォークロア）に影響している、と実感した。「サウサンプトンのビーヴィスの寓話や、この[サウサンプトン]界隈の森に住む巨人やらとかが、何に発祥したかはわからないが、私の感触では、ここいらの人々はそれらを事実として通してしまいがちのようだ」と述べている。（ § 英国の史跡も参照）。
『ビーヴェス』の物語は英語の言語にも痕跡をのこした。"人手が多ければ仕事は楽になる many hands make light work"や、 "盗人を絞首刑から救ってやったとと、決して愛しはしてくれない save a thief from the gallows and (he will never love you) "などの格言の最古例とされている。 ビーヴェスの剣モルゲライ（モーグレイ）も、英語では「剣」を意味する換言的な普通名詞として16から17世紀初頭に使われた。

## 英国の史跡
「ビーヴィスの親指 Bevis's Thumb」とも呼ばれることがある墳丘墓が、ハンプシャー州とウェストサセックス州の境の
コンプトンに在している。他にも「ビーヴィスの墓」と呼ばれる墳丘墓が2基、ハヴァント近郊とアランデル城の近くにそれぞれ所在する。17世紀頃よりビーヴィスが築造したという伝説がまつわるアランデル城では、伝・ビーヴィスのモルゲライ（モーグレイ）が展示されてきた。1.75m の長剣である。また、19世紀までボザム小教区では、ビーヴィスが近くの入江を泳ぎ渡るときに用いたという長棒が展示されていた。
かつてサウサンプトンの旧門バーゲートの両脇にも、ビーヴィスとアスカパルトのパネル絵（"Bevis and Ascupart Panels" ）が飾られていた。1881年に、修復のため屋内に撤去されたが、現在も当地の歴史博物館に残される。このパネル絵については、、最古では1635年の記載が知られる。

## 早期研究
『ビーヴェス』のロマンス物語が研究者や大衆の注目をふたたび浴び始めたのは、18世紀中葉、中世英文学のリヴァイヴァル時代のことである。トーマス・ウォートン (詩人)は評論家として、スペンサーの『妖精の女王』がビーヴェスや、『キリスト教圏の七勇士』などのロマンスより派生したと発表した、この『七勇士』の刊行は『妖精の女王』より後年であったが、『七勇士』の第1部も『ビーヴェス』換骨奪胎した作品であるという分析を知人のトマス・パーシー司教がしめした。パーシーはまた、シェイクスピアの『リア王』の台詞の数行が、『ビーヴェス』よりの剽窃であることを見抜き、その著書 『Reliques of Ancient English Poetry』に注釈している。
トマス・ティリットは、『ビーヴェス』がそもそも英国で成立したロマンスで、あるいは英国人がフランス語で書いたものとしたが しかし、ティリットを参照したジョセフ・リトソンは、フランスでの創作説を支持していた。
上述の ジョージ・エリスは中英語ロマンスの梗概・抜粋を収録した『Specimens of Early English Metrical Romances』（1805年）で、『ビーヴェス』の中文要約を記載している。底本はE 本及びピンソンの版本であった。エリスは、スコット宛ての書簡で、チョーサーはおそらくビーヴェスを祖本かそれに近い形（要するにA 本）で読んだろう、と意見した。実際、近年の研究ではチョーサーがオーヒンレック写本（A）を知っていた傍証が強いとされる。1831–32年冬、 スコットは N 本をナポリの王立図書館で見つけ、その書写を依頼して本国スコットランドにとりよせた。
1838年には、 若きウィリアム・バークレー・ターンブル編の『Sir Beves of Hamtoun』の版本が、メイトランド・クラブ で刊行された。A本を底本とする。学術的な版本をめざした初の試みであったが、注釈も語彙釈義がなく、正確性に欠けると批判された。やがてのち、ドイツの言語学者オイゲン・ケルビンク がA本および異本を比較対照させた批判校訂版を刊行した。

## 批評
編者のオイゲン・ケルビンクは中英詩『ビーヴェス』についてレオポルト・フォン・ランケを引いて「（まったくもって）厳めしい、しかつめらしくすらある、その響き（感性）」と評したが、これは作者が"見受けられるからに活力をこめて書いた"作品はずだったのに、ドイツの学者はそのような見方で鑑賞できなかった、とアルバート・C・ボーは説明する。ボー自身の批評は、"『ビーヴィス・オヴ・ハンプトン』は、中世ロマンスとしては、特注すべきような例ではない。型通りのモチーフやエピソードで構成されている...エピソードの展開（表現）技法は、粗雑で低練度である。このロマンスが一目おかれるのは主として、その熱気あふれるさま、その一風きわどく浮き気分な作風、あえてあけすけなユーモアで書く、という精神であるというものである。
近年のデレク・パーサルも次の様に評している"『ビーヴェス・オヴ・ハムトン』は、大衆好みに合わせて及ぶ限りのなにもかもを献上している。そのストーリーは、奇想天外事件[たっぷり]の芳香醸造物であり、... そのファンタジックな混合物〔ポプリ〕のすべてを、[人を惹きつけて]たまらない颯爽ぶり、そしてその標（しるし）きわだつコミック感性で[展開]執行してゆく。鮮やかで、大判で、つぎからつぎへと破茶滅茶だが、けっして退屈はさせない。ディーター・メールは、"きわめて活き活きしており娯楽的だが、総じていえばいささか芸がない"と評する。
バロン（William R. J. Barron） は、このたぐいの文学に対していささか辛口で、"『ビーヴィス』や『ガイ・オヴ・ウォリック』は、いずれも有能（及第点）だが、やや俗物化しており、受け狙いの効果を繰り返しになりがちで、勇者らの価値観についてはほんの口先〔リップサービス〕ばかりで、彼らの冒険に、ほぼ完全にかかりきりである"、と述べている。
ジョージ・ケインは、この作品が"その構成部から察して相応と思われる以上に良効果をだしている。なぜならば、このほぼ形なきストーリーは、奇跡や驚異やら、わめくサラセン人やドラゴンやらあり、洗練さや技術を欠いた、嵩増しと付け足し風の作風で語られており、詩的・語り的な芸術性センスとぼしいのだが、それなのにロマンスとしては、ただ読むに足る以上のものとなっている。『ホーン王』や『デーン人ハヴェロック』と同様、芸術的な粗雑さをつい許してしまうのは、その男女主人公（ビーヴェスとジョシアン）と伴にいたさ、がゆえである。なにしろ[二人]には、温かい人間性、という創作者の想像力のなすすべが反映されているのである"と評価した。 本編物語の最近年の編者らは、"主人公の価値観は、さして深淵なものでないにしろ、それこそ心からのものであり、敬意すべきほどの気鋭でもって表されている。すぐれた冒険譚の価値や、その作成難易度を過小評価することを、我々は躊躇して控えねばならない。[作品の]そのエネルギーとバラエティーこそが、あるいは何よりもまさり、現代の読者にそのかつて昔日の人気を理解させ、現在においても反応するのを可能たらしめているのではなかろうか"、と本作を紹介している。

## 現代版
- Turnbull, William B. D. D., ed (1838). Sir Beves of Hamtoun: A Metrical Romance. Edinburgh: Maitland Club
- Kölbing, Eugen, ed (1885). The romance of Sir Beues of Hamtoun. Early English Text Society, Extra Series 46, 48, 65. Appendix by Carl Schmirgel. London: Trübner & Co..  オリジナルの2009-08-09時点におけるアーカイブ。[16]
- Ashton, John, ed (1890). “Sir Bevis of Hampton”. Romances of Chivalry Told and Illustrated in Fac-simile. London: T. Fisher Unwin. pp. 121–172
- Fellows, Jennifer, ed. (1980). Sir Beves of Hampton : study and edition (Thesis). Vol. 5 vols. Cambridge University.
- Herzman, Ronald B.; Drake, Graham; Salisbury, Eve, eds (1999). Four Romances of England. Kalamazoo, Michigan: Western Michigan University for TEAMS.
  - 　Introduction: “Bevis of Hampton: Introduction”. TEAMS Middle English Texts Series.   University of Rochester. 2012年5月22日閲覧。